# Калифер войвода
Калифер войвода е хайдушки войвода, за когото легендите твърдят, че е дал името си и заедно с неговите четници са основали град Калофер.
Легендата предавана през годините разказва, че Калофер е основан в 1533 година, по времето на султан Сюлейман I. Тогава група мъже, предвождани от Калифер войвода, „владеели“ тази част на Стара планина и постоянно нападали преминаващите турски кервани. Невъзможността да се справи с Калифер войвода и хората му, принудила султана да разреши на хайдутите да се заселят по тези земи при условие, че престанат да нападат керваните. Войводата приел предложението и се установил в землището на днешен Калофер. Относно годината други сведения казват, че това ще да е било във времето на Мурад III, т.е. има около петдесет години разлика.
Легендата също разказва, че, заселвайки се тук, тези мъже нямали жени и затова „откраднали“ невести от близкия град Сопот. Привилегиите, които градът получава още от самото си начало, са спомогнали за съхраняването на чисто българския му характер. Така сторил и самият войвода Калифер. Неговият знаменосец от близкия Сопот, Радан имал хубавата Буяна за сестра. Тя грабнала сърцето на разбойника и той и подарил годежен пръстен. По-нататък в преданията се говори как хайдутите си народили челяд, и как са довели майстори от Филибе за съграждането на подбалканското градче – един от бунтовните центрове на България.